# Черкаська загальноосвітня школа № 21 імені Ю. Г. Іллєнка
Черкаська загальноосвітня школа І-ІІІ ступенів № 21 імені Ю. Г. Іллєнка — загальноосвітній навчальний заклад у місті Черкаси, з 2017 року носить ім'я відомого українського кінорежисера з Черкас Юрія Іллєнка.

## Історія
Школа була збудована 1965 року. 1992 року навчальний заклад був оснащений комп'ютерним класом, 2009 року тут з'явився мультимедійний кабінет.

## Структура
Педагогічний колектив складається із 51 вчителя, з яких 24 мають вищу категорію, 11 — першу категорію та 5 — другу категорію, 2 мають звання «учитель-методист», 9 — звання «старший учитель».